# Tsukasa Umesaki
Tsukasa Umesaki, född 23 februari 1987 i Nagasaki prefektur, Japan, är en japansk fotbollsspelare som sedan 2008 spelar i Urawa Red Diamonds.